# イギリスオリンピック委員会
イギリスオリンピック委員会（イギリスオリンピックいいんかい、英: British Olympic Association、略称: BOA）は、国際オリンピック委員会 (IOC) に承認された、イギリスの国内オリンピック委員会。イギリスのオリンピック・ムーブメントを代表する存在であり、すべてのオリンピック競技にわたり、グレートブリテン (Great Britain) あるいはTeam GBとして戦うイギリスのスポーツ選手の夏季オリンピック、冬季オリンピックおよびユースオリンピックへの参加を組織する。本部は英国議会庶民院（下院）内にある。初代会長はデスボロー卿 (Lord Desborough) であった。

## 構成メンバーおよび競技団体
イギリスのオリンピック委員会の構成メンバーに含まれる、その構成国、王室属領および海外領土は、それぞれ自前の国内オリンピック委員会 (NOC) を持たず、夏季オリンピック、冬季オリンピック、ユースオリンピックでは、グレートブリテン (Great Britain) または "Team GB" として参戦する。

### 加盟国・領土・領域
BOAは次のメンバーから構成される。
- イギリス
  -  イングランド
  -  北アイルランド
  -  スコットランド
  -  ウェールズ

備考: 聖金曜日協定の下、イギリスとアイルランドの双方の国の市民権を有する北アイルランドの選手たちは、グレートブリテン代表として戦うか、アイルランド共和国代表として戦うかを選択することができる。
王室属領
- ガーンジー島
  -  オルダニー島
  -  サーク島
  -  ハーム島
- マン島
- ジャージー島

海外領土
- アンギラ
- イギリス領南極地域
- イギリス領インド洋地域
- フォークランド諸島
- ジブラルタル
- モントセラト
- ピトケアン諸島
- セントヘレナ
  -  セントヘレナ
  -  アセンション島
  -  トリスタン・ダ・クーニャ
- サウスジョージア・サウスサンドウィッチ諸島
- タークス・カイコス諸島

主権基地領域
- アクロティリおよびデケリア

備考: バミューダ、イギリス領ヴァージン諸島、ケイマン諸島の3つの海外領土は自前のNOCを持っており、BOAとの繋がりはない。

### BOAと関係があるイギリスの競技団体
- UK Sport
- UK Anti-Doping
- Sport England
- English Institute of Sport
- Sport Northern Ireland
- Sportscotland
- Sportscotland Institute of Sport
- Sport Wales

## 役割
イギリスオリンピック委員会 (BOA) は、国際オリンピック委員会 (IOC) が承認した、2018年現在206ある国内オリンピック委員会 (NOC) のうちの1つである。IOCはオリンピック憲章に従ってオリンピズムの推進を先導している。
国内で各競技を統括する競技団体と共働して、BOAは夏季オリンピックと冬季オリンピックの全ての競技で戦うTeam GBのメンバーを選抜する。BOAは独立した組織であり、政府からの資金提供を一切受けない。その収入源はファンドレイジングとイベント収入である。
「グレートブリテン」 (Great Britain) として戦うイギリスは、1896年の第1回アテネ大会以来一度も夏季五輪に参加しなかったことのない5か国の1つであり、残りの4か国は、オーストラリア、ギリシャ、スイス、フランスである。これらの国々のうち、イギリス、フランス、スイスの3か国は、一度も冬季五輪に不参加だったことのない国々である。よって、イギリスは夏季・冬季を通じて全ての近代オリンピック競技大会に参加した3か国の1つである。また、イギリスは近代オリンピックの全ての大会において金メダルを獲得した唯一の国でもある。イギリスは1908年、1948年、2012年の3度オリンピックを開催し、その3回ともロンドンで行なわれたが、この記録を破った都市は他にない。

## 機構
1905年の設立時、BOAはアーチェリー、サッカー、自転車競技、スケート、フェンシング、ボート競技、ライフセービング、ラグビー、陸上競技の各競技を統括する7つの国内競技団体で構成されていた。現在は、国内で夏季・冬季の各オリンピック競技を統括する33の競技団体が加盟している。
BOAは各オリンピック競技の代表者から構成され、BOAとしての意思決定および方針決定を行う。その中で、総裁 (President) 、会長 (Chairman) 、副会長 (Vice-Chairman) の3名が選出され、それぞれの任期は4年である。BOAのメンバーのうち6名が理事に選出され、BOAの活動を監督し、BOAによる決定のために各種提案を行う。
- 総裁 (President): アン王女
- 会長 (Chairman): ヒュー・ロバートソン（英語版）[1]
- 最高経営責任者 (CEO): ビル・スウィーニー (Bill Sweeney)
- 副会長 (Vice Chairman): アナマリー・フェルプス (Annamarie Phelps)[2]

## 創設
イギリスオリンピック委員会 (British Olympic Association, BOA) 自体は、1908年のロンドンオリンピックにイギリス代表選手団を派遣するため、1905年5月に設立された。
しかし、BOAの起源は国際的なオリンピック・ムーブメントとその統括団体である国際オリンピック委員会よりも前から存在した。そのルーツは1865年11月にリヴァプールで設立会合が開かれたイギリスオリンピアン協会 (National Olympian Association, NOA) にまで遡る。NOAは、オリンピアン競技祭 (Olympian festivals) を通して体育に参加することを奨励する目的をもって、イギリス全国で毎年一回開催する一連のスポーツイベントを振興していた。NOAは主に、リヴァプールのJohn Hulley（会長）とマッチ・ウェンロックのウィリアム・ペニー・ブルックス博士およびギムナジウムのE・G・ラーフェンシュタイン（ロンドンの German Gymnastic Society の総裁）の努力を通じて生まれた。現在も毎年行われているマッチ・ウェンロック・オリンピック競技会の例にあるように、NOAの競技会は「来る者たち全員に対して開かれていた」のであり、単にイギリスのパブリックスクールが生みだした産物ではなかった。
1883年にNOAが幕を閉じた後、そのモットーとエートスは1885年に設立された National Physical Recreation Society (NPRS) に受け継がれた。1902年からNPRSの総裁および財務部長はオリンピックの "Comité Britannique" の一員となり、NPRSは1905年のイギリスオリンピック委員会 (British Olympic Association) の設立母体となった。